# 绿水站
绿水站位于福建省南平市延平区沙溪口，车站作为会让站建于1988年，以增加外南线（时外福线）的运输能力。距来舟站13公里，距福州站181公里。现为五等站。客运办理旅客乘降，不办理行李包裹托运；不办理货运业务。